# Коста-Рика на летних Олимпийских играх 1964
Коста-Рика принимала участие в Летних Олимпийских играх 1964 года в Токио (Япония) впервые после двадцативосьмилетнего перерыва, во второй раз за свою историю, но не завоевала ни одной медали. Сборная страны состояла из 2 спортсменов (все — мужчины).